# 明阳风电
明阳风电集团有限公司（简称“明阳风电”），是中国最大的民营风力发电机制造商，和中国第五大的制造商。自2010年10月1日，公司在纽约证券交易所上市。它正在研发世界上容量最大的风力发电机，功率为18MW。